# Metagerra angusta
Metagerra angusta är en insektsart som beskrevs av Alan C. Eyles 1967. Metagerra angusta ingår i släktet Metagerra och familjen Rhyparochromidae. Inga underarter finns listade i Catalogue of Life.